# أوليغ تاكتاروف
أوليغ تاكتاروف (الروسية: Олег Тактаров)، من مواليد 26 أغسطس 1967، وهو ممثل روسي ومتدرب للفنون القتالية، شارك بعدة أفلام، ومنها فيلم آير فورس ون عام 1997م وفيلم باد بويز عام 2003.

## وصلات خارجية
- أوليغ تاكتاروف على موقع يو إف سي (الإنجليزية)
- أوليغ تاكتاروف على موقع شيردوغ (الإنجليزية)
- أوليغ تاكتاروف على موقع Tapology.com (الإنجليزية)

- سجل الفنون القتالية المختلطة المهني لـ أوليغ تاكتاروف على شيردوغ
- أوليغ تاكتاروف على موقع IMDb (الإنجليزية)
- أوليغ تاكتاروف على موقع أول موفي (الإنجليزية)
- أوليغ تاكتاروف على موقع قاعدة بيانات الأفلام السويدية (السويدية)
- أوليغ تاكتاروف على موقع قاعدة بيانات الفيلم (الإنجليزية)
- أوليغ تاكتاروف على موقع كينوبويسك (الروسية)